# The Beatles: Rock Band
The Beatles: Rock Band – muzyczno-rytmiczna gra wideo, wydana 9 września 2009 roku w USA, zaś w Polsce 11 września tego samego roku przez EA. Ukazała się równocześnie na konsolach PS3, Xboxie 360 i Wii.

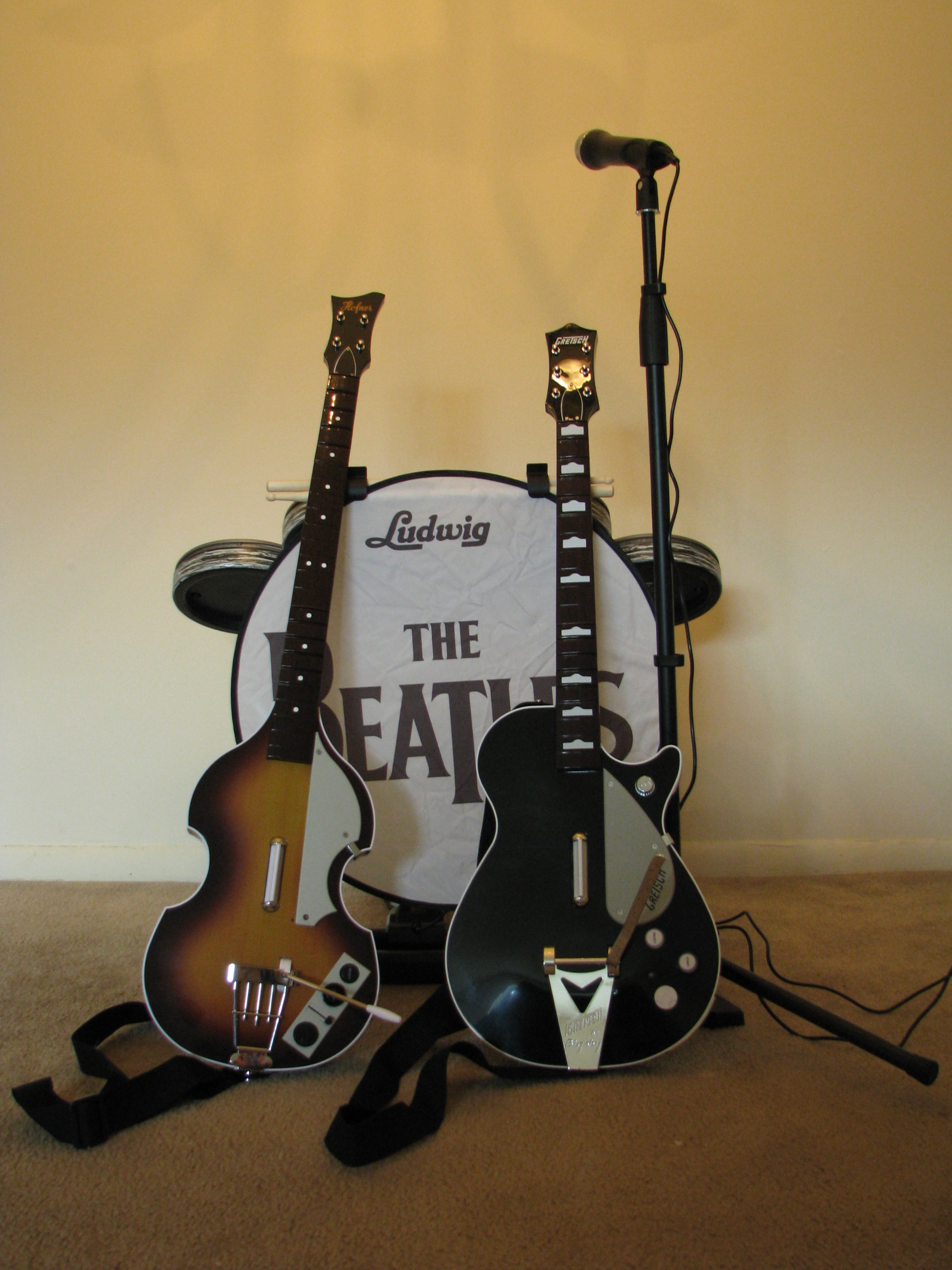
Zestaw kontrolerów w kształcie instrumentów do gry The Beatles: Rock Band.

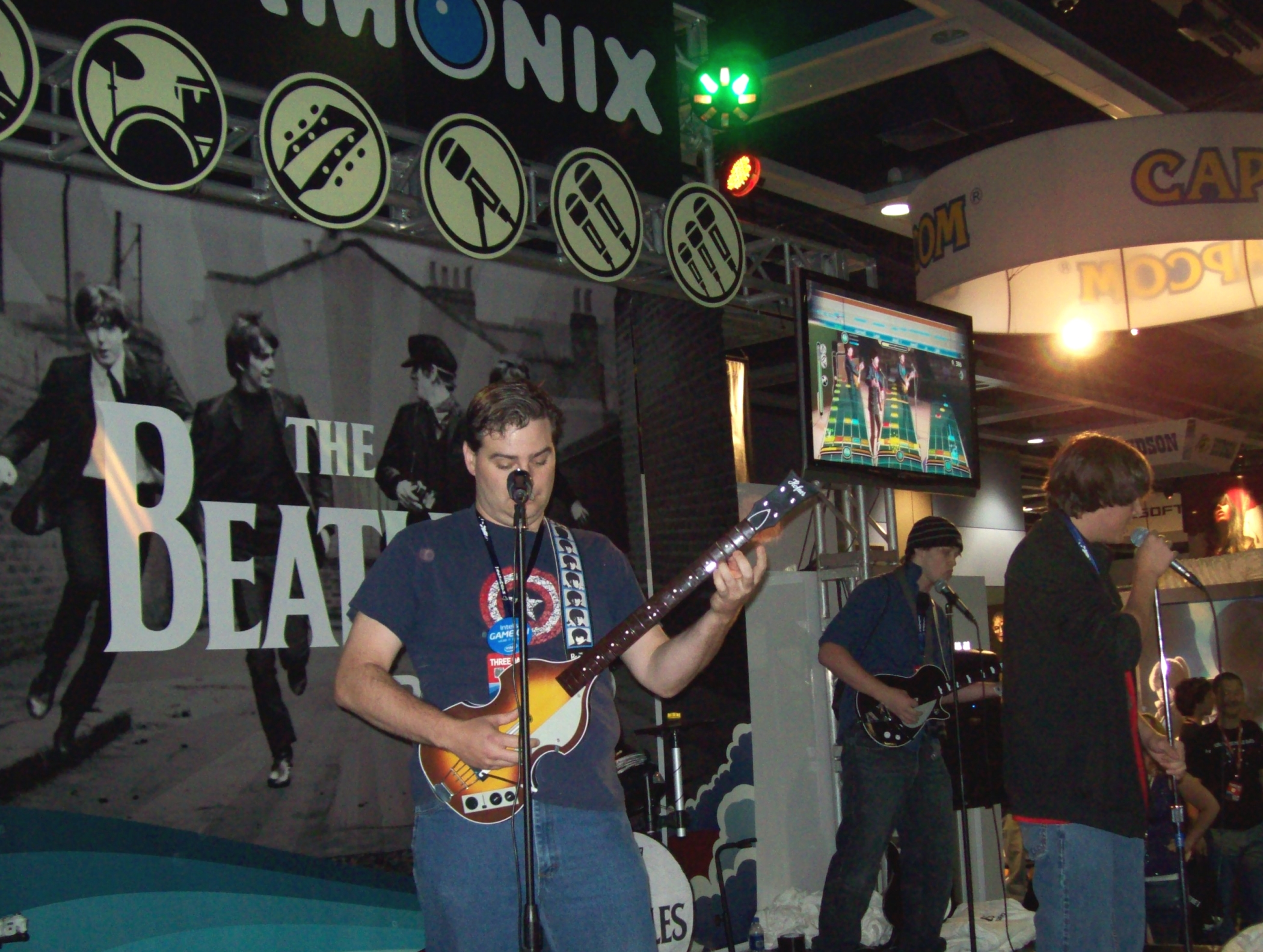
Trzy osoby grają w gre The Beatles:Rock Band na Penny Lane Arcade Expo w Seattle.

Na płycie z grą znajduje się 45 zremasterowanych utworów zespołu The Beatles. Lista ta ma być powiększana wraz z kolejnymi DLC. W promowaniu gry brali udział ex-Beatlesi Paul McCartney i Ringo Starr, zaś jednym z producentów programu był syn zmarłego w 2001 roku George’a Harrisona, Dhani. Równocześnie z premierą gry na rynku pojawił się nowy remastering płyt Beatlesów, pierwszy od pojawienia się na płytach CD.

## „On Disc”
Wszystkie utwory autorstwa The Beatles
| Piosenka                                                                    | Album                                 | Miejsce               |
| --------------------------------------------------------------------------- | ------------------------------------- | --------------------- |
| A Hard Day’s Night                                                          | A Hard Day’s Night                    | Ed Sullivan Teather   |
| And Your Bird Can Sing                                                      | Revolver                              | Nippon Budokan        |
| Back in the U.S.S.R.                                                        | The White Album                       | Abbey Road Dreamscape |
| Birthday                                                                    | The White Album                       | Abbey Road Dreamscape |
| Boys                                                                        | Please Please Me                      | The Cavern Club       |
| Can't Buy Me Love                                                           | A Hard Day’s Night                    | Ed Sullivan Teather   |
| Come Together                                                               | Abbey Road                            | Abbey Road Dreamscape |
| Day Tripper                                                                 | Singiel                               | Nippon Budokan        |
| Dear Prudence                                                               | The White Album                       | Abbey Road Dreamscape |
| Dig A Pony                                                                  | Let It Be                             | Abbey Road Rooftop    |
| Do You Want To Know A Secret                                                | Please Please Me                      | The Cavern Club       |
| Don't Let Me Down                                                           | Singiel                               | Abbey Road Rooftop    |
| Drive My Car                                                                | Rubber Soul                           | Nippon Budokan        |
| Eight Day’s A Week                                                          | Beatles for Sale                      | Shea Stadium          |
| Get Back                                                                    | Let It Be                             | Abbey Road Rooftop    |
| Getting Better                                                              | Sgt. Pepper’s Lonely Hearts Club Band | Abbey Road Dreamscape |
| Good Morning Good Morning                                                   | Sgt. Pepper’s Lonely Hearts Club Band | Abbey Road Dreamscape |
| Hello, Goodbye                                                              | Magical Mystery Tour                  | Abbey Road Dreamscape |
| Helter Skelter                                                              | The White Album                       | Abbey Road Dreamscape |
| Here Comes the Sun                                                          | Abbey Road                            | Abbey Road Dreamscape |
| Hey Bulldog                                                                 | Yellow Submarine                      | Abbey Road Dreamscape |
| I Am The Walrus                                                             | Magical Mystery Tour                  | Abbey Road Dreamscape |
| I Feel Fine                                                                 | Singiel                               | Shea Stadium          |
| I Me Mine                                                                   | Let It Be                             | Abbey Road Rooftop    |
| I Saw Her Standing There                                                    | Please Please Me                      | The Cavern Club       |
| I Wanna Be Your Man                                                         | With The Beatles                      | Ed Sullivan Teather   |
| I Want To Hold Your Hand                                                    | Singiel                               | Ed Sullivan Teather   |
| I Want You (She's So Heavy)                                                 | Abbey Road                            | Abbey Road Rooftop    |
| I'm Looking Through You                                                     | Rubber Soul                           | Shea Stadium          |
| I've Got A Feeling                                                          | Let It Be                             | Abbey Road Rooftop    |
| If I Needed Someone                                                         | Rubber Soul                           | Shea Stadium          |
| Lucy In The Sky With Diamonds                                               | Sgt. Pepper’s Lonely Hearts Club Band | Abbey Road Dreamscape |
| Octopusy's Garden                                                           | Abbey Road                            | Abbey Road Dreamscape |
| Paperback Writer                                                            | Singiel                               | Nippon Budokan        |
| Revolution                                                                  | Singiel                               | Abbey Road Dreamscape |
| Sgt. Pepper’s Lonely Heart's Club Band / With a Little Help from My Friends | Sgt. Pepper’s Lonely Hearts Club Band | Abbey Road Dreamscape |
| Something                                                                   | Abbey Road                            | Abbey Road Dreamscape |
| Taxman                                                                      | Revolver                              | Nippon Budokan        |
| The End                                                                     | Abbey Road                            | Abbey Road Dreamscape |
| Ticket To Ride                                                              | Help!                                 | Shea Stadium          |
| Twist And Shout                                                             | Please Please Me                      | The Cavern Club       |
| While My Guitar Gently Weeps                                                | The White Album                       | Abbey Road Dreamscape |
| Within You Without You / Tomorrow Never Knows                               | Love                                  | Abbey Road Dreamscape |
| Yellow Submarine                                                            | Revolver                              | Abbey Road Dreamscape |

## Downloadable Content
Wszystkie utwory autorstwa The Beatles

### Single DLC (9.09.2009)*
| Piosenka             | Album                | Lokacja               |
| -------------------- | -------------------- | --------------------- |
| All You Need Is Love | Magical Mystery Tour | Abbey Road Dreamscape |

*tylko na Xbox 360(na czas ograniczony)

### Abbey Road DLC
| Piosenka                                                | Album      | Lokacja               |
| ------------------------------------------------------- | ---------- | --------------------- |
| Abbey Road Medley                                       | Abbey Road | Abbey Road Dreamscape |
| Because                                                 | Abbey Road | Abbey Road Dreamscape |
| Golden Slumbers / Carry That Weight / The End           | Abbey Road | Abbey Road Dreamscape |
| Her Majesty                                             | Abbey Road | Abbey Road Dreamscape |
| Maxwell's Silver Hammer                                 | Abbey Road | Abbey Road Dreamscape |
| Oh! Darling                                             | Abbey Road | Abbey Road Dreamscape |
| Polythene Pam / She Came In Through the Bathroom Window | Abbey Road | Abbey Road Dreamscape |
| Sun King / Mean Mr. Mustard                             | Abbey Road | Abbey Road Dreamscape |
| You Never Give Me Your Money                            | Abbey Road | Abbey Road Dreamscape |

### Sgt. Pepper’s Lonely Hearts Club Band
| Piosenka                                        | Album                                 | Lokacja               |
| ----------------------------------------------- | ------------------------------------- | --------------------- |
| A Day in the Life                               | Sgt. Pepper’s Lonely Hearts Club Band | Abbey Road Dreamscape |
| Being For The Benefit Of Mr. Kite               | Sgt. Pepper’s Lonely Hearts Club Band | Abbey Road Dreamscape |
| Fixing A Hole                                   | Sgt. Pepper’s Lonely Hearts Club Band | Abbey Road Dreamscape |
| Lovely Rita                                     | Sgt. Pepper’s Lonely Hearts Club Band | Abbey Road Dreamscape |
| Sgt. Pepper’s Lonely Hearts Club Band (reprise) | Sgt. Pepper’s Lonely Hearts Club Band | Abbey Road Dreamscape |
| She's Leaving Home                              | Sgt. Pepper’s Lonely Hearts Club Band | Abbey Road Dreamscape |
| When I'm Sixty-Four                             | Sgt. Pepper’s Lonely Hearts Club Band | Abbey Road Dreamscape |
| Within You Without You                          | Sgt. Pepper’s Lonely Hearts Club Band | Abbey Road Dreamscape |

### Rubber Soul
| Piosenka                             | Album       | Lokacja               |
| ------------------------------------ | ----------- | --------------------- |
| Girl                                 | Rubber Soul | Abbey Road Dreamscape |
| In My Life                           | Rubber Soul | Abbey Road Dreamscape |
| Michelle                             | Rubber Soul | Abbey Road Dreamscape |
| Norwegian Wood (This Bird Has Flown) | Rubber Soul | Abbey Road Dreamscape |
| Nowhere Man                          | Rubber Soul | Abbey Road Dreamscape |
| Run For Your Life                    | Rubber Soul | Shea Stadium          |
| The Word                             | Rubber Soul | Shea Stadium          |
| Think For Yourself                   | Rubber Soul | Shea Stadium          |
| Wait                                 | Rubber Soul | Shea Stadium          |
| What Goes On                         | Rubber Soul | Shea Stadium          |
| You Won't See Me                     | Rubber Soul | Shea Stadium          |